# Rede Amazônica Guajará-Mirim
Rede Amazônica Guajará-Mirim foi uma emissora de televisão brasileira com sede em Guajará-Mirim, cidade do estado de Rondônia. Operava nos canais 3 VHF analógico e 14 UHF digital, e era afiliada à TV Globo. Pertencia ao Grupo Rede Amazônica.

## História
A emissora foi inaugurada em 13 de setembro de 1974 como TV Guajará-Mirim pelo jornalista Phelippe Daou, no mesmo dia que a TV Rondônia de Porto Velho, sendo uma das duas primeiras emissoras de televisão do estado de Rondônia. Inicialmente, assim como as demais emissoras de televisão de propriedade da Rede Amazônica, era afiliada à Rede Bandeirantes. Estava sediada em um prédio de propriedade da prefeitura municipal.
Em seus primórdios, a TV Guajará-Mirim tinha apenas oito horas de programação diária, entrando no ar às 16h e encerrando suas atividades à meia noite. A programação da Rede Bandeirantes chegava à emissora por meio de fitas.
Em 1983, seguindo as demais emissoras da rede (com exceção da TV Amazonas), a TV Guajará-Mirim deixou a Rede Bandeirantes e se tornou afiliada à Rede Globo.
Em 1992, a TV Guajará-Mirim deu início à produção da edição local do Jornal de Rondônia.
A partir de 3 de janeiro de 2015, a emissora deixou de se identificar como TV Guajará-Mirim, passando a utilizar a nomenclatura Rede Amazônica Guajará-Mirim.
Em outubro de 2022, a emissora encerrou suas atividades comerciais e tornou-se uma repetidora integral da Rede Amazônica Porto Velho.

## Sinal digital
| Canal virtual | Canal digital | Resolução de tela | Programação                                                   |
| ------------- | ------------- | ----------------- | ------------------------------------------------------------- |
| 3.1           | 14 UHF        | 1080i             | Programação principal da Rede Amazônica Guajará-Mirim / Globo |

A Rede Amazônica Guajará-Mirim iniciou suas transmissões digitais pelo canal 14 UHF em 13 de junho de 2018, tendo sido a última das emissoras da Rede Amazônica no estado a implantar esta tecnologia.

## Programas
Além de transmitir a programação nacional da TV Globo e estadual da Rede Amazônica Porto Velho, a Rede Amazônica Guajará-Mirim inseria publicidade local e produziu os seguintes programas:
- Jornal de Guajará-Mirim[3]
- Jornal de Rondônia (edição local)[12]

## Equipe

### Membros antigos
- Emerson Barbosa[13]
- Fabiano do Carmo (hoje na RedeTV! Rondônia)[14]
- Leile Ribeiro[15]
- Lena Mendonça[16]
- Ricardo Mendes[4]
- Sheila Fonseca